# Mean Opinion Score
O Mean Opinion Score (MOS) é a mais conhecida medida da qualidade de voz. É um método subjectivo de teste de qualidade. 
Existem dois métodos de teste: 
- teste de opinião de conversação;
- teste de opinião de escuta.

Os sujeitos de teste julgam a qualidade da transmissão da voz ao conversarem ou ao ouvirem amostras de voz. Após estes testes, os sujeitos irão qualificar a qualidade da voz de acordo com a seguinte escala:
| MOS | Qualidade |
| --- | --------- |
| 5   | Excelente |
| 4   | Bom       |
| 3   | Razoável  |
| 2   | Pobre     |
| 1   | Mau       |

O MOS é então avaliado ao calcular a média dos resultados dos sujeitos de teste. Usando esta escala, um resultado de média igual ou superior a 4 é considerado de toll-quality. O MOS foi originalmente feito para avaliar a qualidade dos padrões de codificação. 
Embora sendo subjectivo, o MOS é o teste mais relevante, porque são os humanos que usam a rede de voz e é a opinião humana que conta. No entanto, um teste subjectivo que envolva sujeitos humanos pode exigir o consumo de um tempo excessivo para administrar. Assim sendo, existe um grande interesse em utilizar testes objectivos que sejam usados para avaliarem a qualidade da voz de acordo com a percepção humana.